# دار الكبداني
دار الكبداني هي النواة الرئيسية للجماعات التابعة لقبيلة آيت سعيد شمال المغرب، أحدثت سنة 1959، تبلغ مساحتها 97 كلم2، تقع بإقليم الدريوش في الريف شمال المغرب تحد:
- شمالا: على البحر الأبيض المتوسط.
- جنوبا: على جماعة آيت مايت.
- شرقا: على جماعة أمجاو.
- غربا: على جماعتي تزغين وآيت مايت.

ـ جماعة دار الكبداني: تتكون من 13 دائرة انتخابية، ويقوم بتسيير شؤونها مجلس يتكون من 13 عضوا، من بينهم الرئيس وثلاثة نواب.
ـ جماعة دار الكبداني: تتميز بطقس معتدل، يبلغ معدل التساقطات المطرية فيها حوالي: 240 ميليمتر في السنة. أما فيما يخص درجات الحرارة المسجلة فيها، فتتراوح بين: 8 درجات (الحرارة الدنيا) و35 درجة (الحرارة العليا).
ـ جماعة دار الكبداني: مثل باقي الجماعات المشكلة لقبيلة بني سعيد، يغلب عليها النشاط الفلاحي، مع تسجيل انتعاش قطاعي التجارة والبناء، بمركز الجماعة، بالإضافة إلى الصيد البحري، وتسجيل عدد كبير من أبناء الجماعة، الذين يعملون بالمهجر.
ـ جماعة دار الكبداني: يبلغ عدد سكانها حوالي: 13.000 نسمة، ويبلغ عدد سكان مركز الجماعة حوالي: 2.000 نسمة.

## التقسيم الإداري
دواوير مشيخة أولاد عبد الدايم :
- اتماياشت
- الساحل
- الشاون
- اموساكن
- اشويطارن
- كرمة موسى
- القضيا
- بني ويطير
- مقدادة
- حلية لوطا
- فدان تنزاخت
- أشعابي
- حلية الجبل
- سبعون بركانة
- سبعون أولاد الفقيه
- بوحني أولاد الفثيه
- اشتوسين
- لعري نافع
- امنصورن
- تحيدوست
- اغربيون
- افران
- دار الحمراء
- أغبال
- بوقلال
- تيجدشت
- اقديمن زيراوة
- إسومار
- تيزرة
- حجة
- إغرماون
- برغوت
- إخرباشن
- إبوخرطاطن
- بورشيد
- تايرات

دواوير مشيخة اتشوقت :
- امرابطن
- آيت حمو عمرو
- آيت رحو
- بوديار
- تاوريرت الحمراء

## رياضة
تتوفر الجماعة على ملعب ترابي لكرة القدم «الملعب البلدي» ،ويستقبل فيه النادي المحلي نادي آيت سعيد مباريات عصبة الشرق القسم الشرفي الثاني.، بالإضافة إلى ذلك، تقام فيه مجموعة من الدوريات المحلية، مما يجعله منصة مهمة لتطوير مهارات اللاعبين المحليين وتعزيز الرياضة بين مختلف فئات المجتمع.

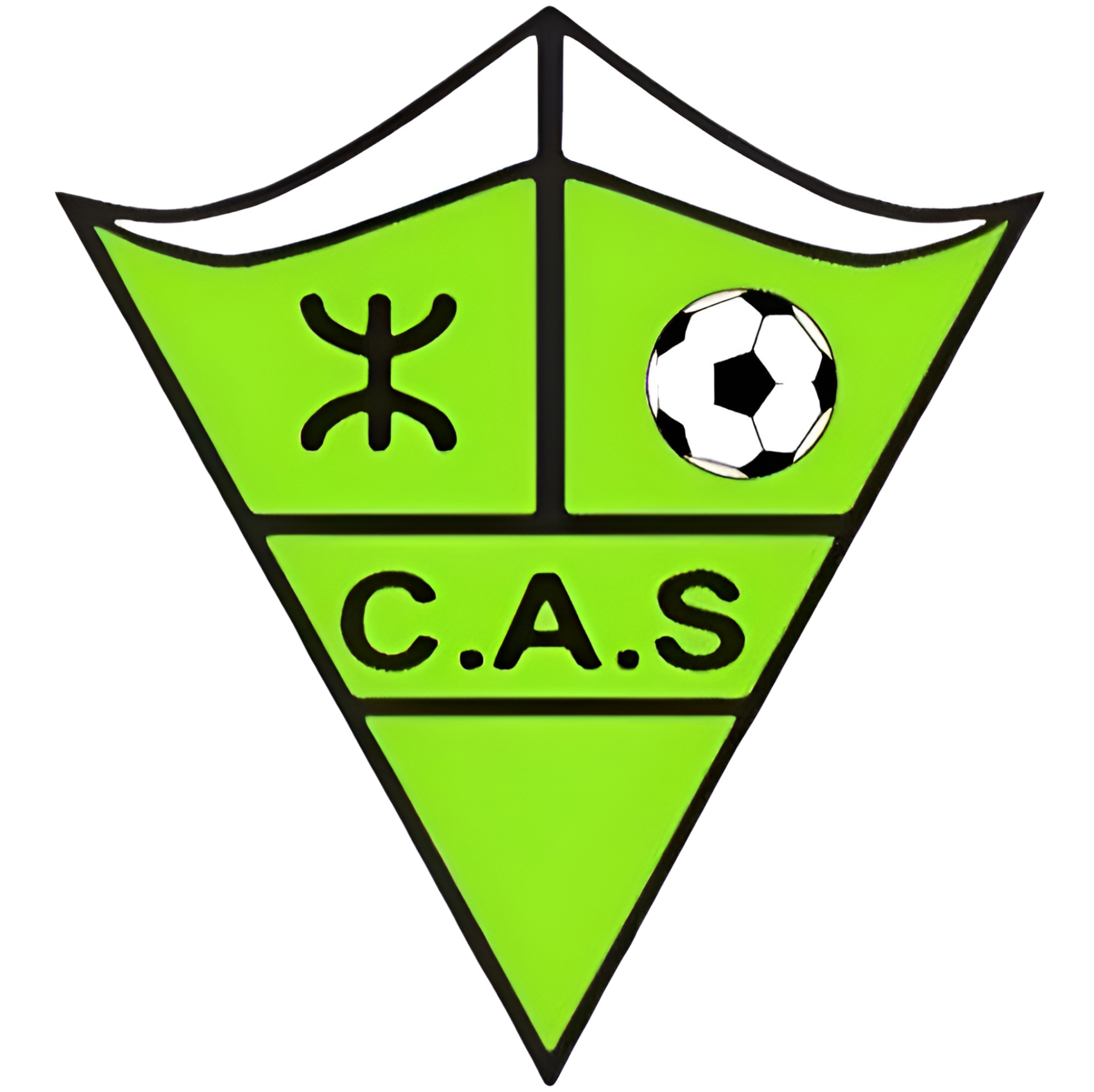
شعار نادي آيت سعيد